# Полянський Віктор Павлович
Полянський Віктор Павлович (28 квітня 1937, м. Новгород-Сіверський (за іншими даними Ніжин), нині Чернігівської області — 7 вересня 1994, м. Тернопіль) — український футболіст, футбольний тренер. Відмінник освіти України.

## Біографія
Закінчив педагогічний інститут у м. Кременець (нині ТНПУ).

## Футбольна кар'єра
Грав у футбольних командах «Динамо» (м. Київ), «Зірка» (м. Кіровоград), «Нафтовик» (м. Дрогобич Львівської області), СКА (м. Львів), «Авангард» (м. Тернопіль).
1980—1981 — тренер ДЮСШ у м. Тернополі. Працював старшим тренером ФК «Нива» (м. Тернопіль).

## Пам'ять
Всеукраїнський турнір із футболу пам'яті Полянського щорічно від 1998 проводить Тернопільська спортивна дитячо-юнацька школа олімпійського резерву.